# Le Frou-frou
Pour les articles homonymes, voir Frou-frou.
Le Frou-frou est un hebdomadaire humoristique français fondé en 1900 et disparu en 1923.

## Histoire du support
En octobre 1871, Frou-frou : journal du high-life, sous-titré « chronique de la vie élégante, actualités théâtrales, échos du monde » sort à Paris et dure vingt numéros, jusqu'en mars 1872 : ce titre faisait suite à High life. En octobre 1888 sort à Paris, Le Frou-frou, sous-titré « Grand journal parisien des modes et des arts », un premier numéro, apparemment sans suite.

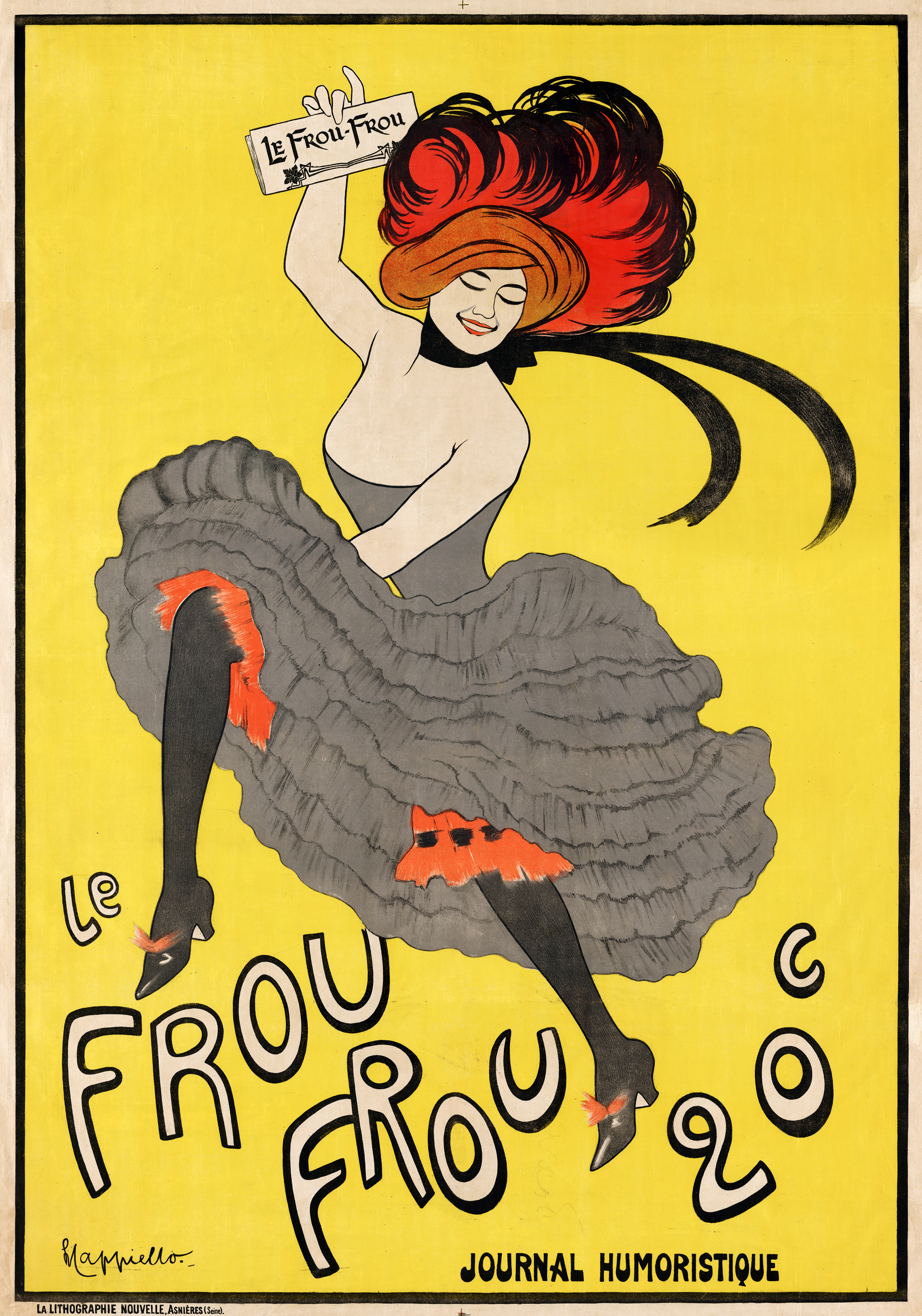
Affiche de lancement signée Leonetto Cappiello (1900).

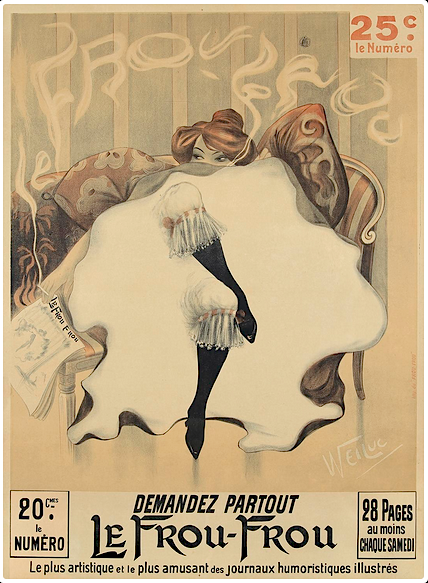
Autre affiche de lancement, par Weiluc (1900).

L'éditeur Samuel-Sigismond Schwarz (1858-1932) lance à Paris le samedi 20 octobre 1900 un nouvel hebdomadaire qu'il baptise Le Frou-frou imprimé en format 22 x 29 cm sur papier rosé, et qui contient des reproductions de dessins soulignés de légendes humoristiques s'étalant sur 20 pages ; la conception graphique est signée Brunetta pour les ornements et Léon Henri Ruffe pour la gravure, tandis que Weiluc et Jack Abeillé assurent l'illustration d'ouverture de ce numéro inaugural. L'impression du cahier est en noir et blanc rendue par un procédé zincographique. Le prix de vente est de 20 centimes. 
Établi au 9 rue Sainte-Anne, Schwarz cherche à concurrencer le magazine La Vie parisienne, par le ton léger, le style grivois et coquin qu'il réclame à ses illustrateurs, et le Gil Blas illustré, entre autres suppléments humoristiques de fin de semaine. En requérant la collaboration du graveur sur bois Léon Ruffé, ancien directeur artistique de L'Image, Schwarz veut se placer sur le marché de l'album illustré destiné à des adultes appartenant à la classe bourgeoise. Il a nommé comme directeur-gérant l'écrivain Jules de Gastyne.
Un poème signé par l'humoriste René Préjelan prévient le lecteur et donne le ton : « Prenez, lisez, amusez-vous ! / Des mots, de la chair, des légendes. / L'esprit dansant des sarabandes... / Et tout cela pour quatre sous ». Quant à la double onomatopée « frou-frou », elle renvoie sans doute à la chanson créée par Juliette Méaly (1897), aux bruissement des étoffes, des robes et des jupons : l'album est rempli de femmes aux formes généreuses qui ne cessent de paraître se dénuder (ou l'inverse !). De par sa posture érotique, mais jamais vulgaire, Le Frou-frou profite d'une époque, celle d’Émile Loubet, à ses débuts relativement tolérante avec la « presse de charme » qui pratique la satire et l'humour.
La plupart des illustrateurs qui travaillent aux côtés de Schwarz durant la première année, et qui se retrouveront pour certains dans L'Assiette au beurre (lancée le 4 avril 1901), sont déjà de véritables petits maîtres du dessin de presse. On note d’ailleurs la participation d'un certain « Ruiz », autrement dit de Pablo Picasso, qui livre deux dessins. Jean d'Aurian termine chaque numéro par un comic strip.
À partir de juin 1902, le prix grimpe à 25 centimes ; durant l'été 1903, la une change pour une image quasi plein cadre, le code graphique évolue et se modifie en fonction des choix d'illustrations, des thèmes apparaissent plus régulièrement, ainsi que des contes inédits, la pagination pouvant parfois atteindre 40 pages. En 1904, Schwarz cède la plupart de ses titres à André de Joncières, propriétaire de la société d'impression L’Épreuve située 62 rue de Provence où l'hebdomadaire paraît sans interruption jusqu'au 26 juillet 1914 : le no 719 clôt la première série.
Le mercredi 6 décembre 1922, Frou-frou (sans l'article « le ») reparaît sous la direction de Maurice Coriem (1899-1951) et Marcel Gauthier dans une formule toujours aussi grivoise comprenant 16 pages, avec plus de textes humoristiques que de dessins. Le journal disparaît semble-t-il le 13 juin 1923, après 28 numéros.
Le magazine absorbe ensuite le titre Bonne Humeur et développe une formule illustrée de photographies de femmes dénudées, jusqu'en 1939.

## Autres titres similaires
Un périodique intitulé Paris Frou frou, « magazine froufroutant parisien et honnête », sensiblement plus érotique cette fois, fut publié durant les années 1940-1950, reprenant en couverture des photos en couleurs d'actrices (Brigitte Bardot ou Marilyn Monroe, par exemple).

## Principaux contributeurs
Schwarz publia durant les trois premières années une « table de gravures » qui permet de dresser un bilan des différents dessinateurs ayant contribué à Frou-frou, soit plus de 200 artistes. 
Les plus gros pourvoyeurs de dessins sont :  
- Emmanuel Barcet
- Albert Bertrand
- Henri Boutet
- Maurice Feuillet
- Ricardo Florès
- André Foy
- Joaquín Torres García
- Henry Gerbault
- Gottlob
- Augustin Grass-Mick
- Albert Guillaume
- Guydo
- Charles Lapierre
- Edmond Lempereur
- Georges Meunier
- Arthur C. Michael[3]
- Maurice Millière
- Moriss
- Georges Omry
- Petitjean
- André Rouveyre
- Michel Samanos
- Sandy-Hook
- Jehan Testevuide
- Louis Vallet
- Jacques Wély
- Édouard Yrondy